# Aeroportul Luiza
Aeroportul Luiza (IATA: LZA, ICAO: FZUG) este un aeroport din Kasaï occidental⁠(d), Republica Democratică Congo.
Situat la o altitudine de 881 m, aeroportul dispune de o singură pistă.